# La Forêt-le-Roi
La Forêt-le-Roi is een gemeente in het Franse departement Essonne (regio Île-de-France) en telt 357 inwoners (1999). De plaats maakt deel uit van het arrondissement Étampes.

## Geografie
De oppervlakte van La Forêt-le-Roi bedraagt 7,9 km², de bevolkingsdichtheid is 45,2 inwoners per km².
De onderstaande kaart toont de ligging van La Forêt-le-Roi met de belangrijkste infrastructuur en aangrenzende gemeenten.

## Demografie
Onderstaande figuur toont het verloop van het inwonertal (bron: INSEE-tellingen).